# Torpes z Pizy
Święty Torpes z Pizy (Torpete, Torpè) (zm. 29 kwietnia 68 w Pizie) – męczennik chrześcijański i święty Kościoła katolickiego oraz prawosławnego, czczony szczególnie w zachodniej części basenu Morza Śródziemnego.

## Życie i legenda

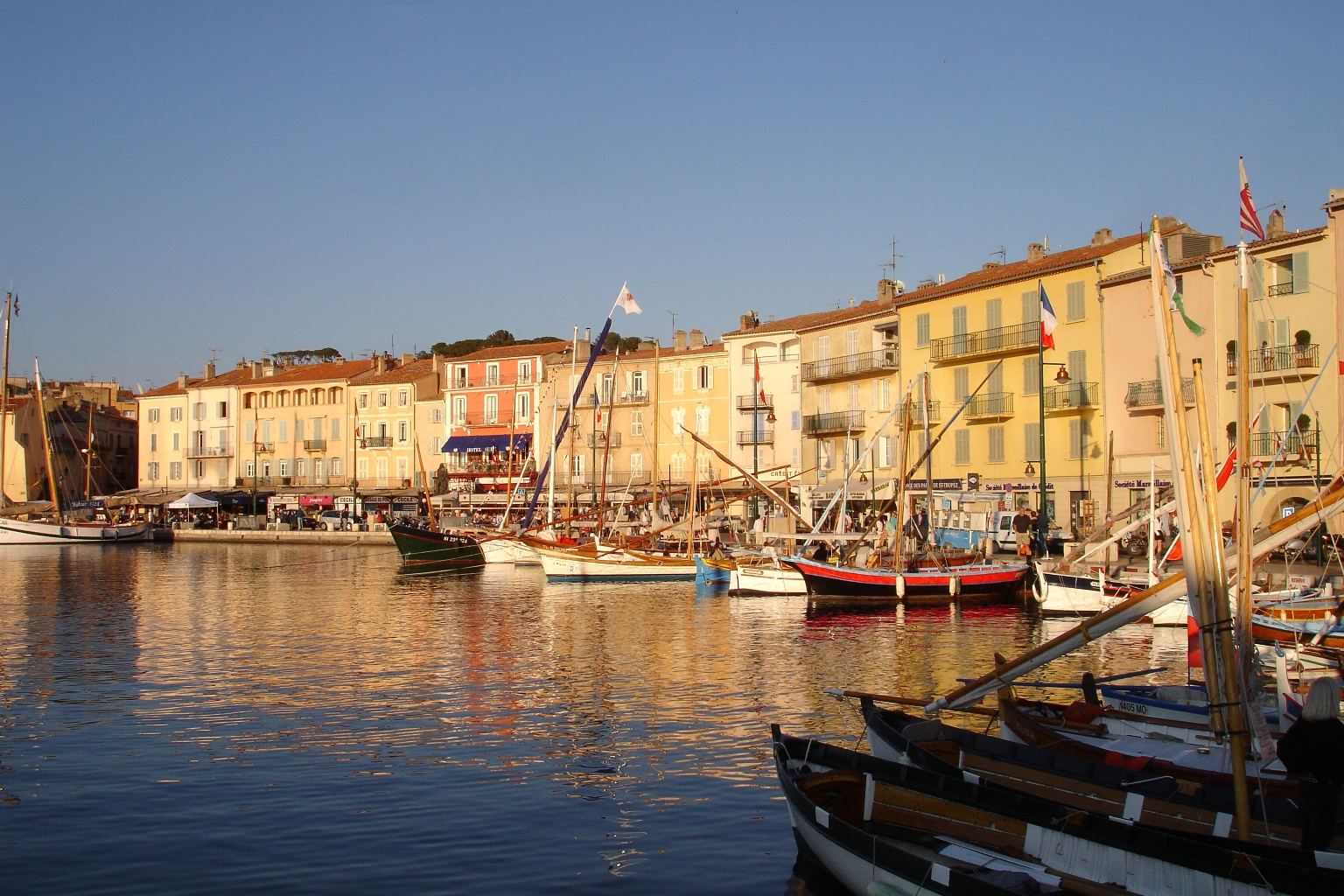
Saint-Tropez

Pierwsze źródła opisujące historię świętego pochodzą z IX wieku. Zgodnie z tradycją, Torpes był strażnikiem bądź dowódcą straży przybocznej cesarza Nerona. Pochodził z Pizy, a jego pełne imię brzmiało Caïus Silvius Torpetius.
Miał przyjąć chrześcijaństwo pod wpływem nauczania św. Pawła, który przybył do Pizy w miejscu, gdzie później wzniesiono bazylikę San Piero a Grado. Swoją wiarę miał wyznać w świątyni Diany w Pizie, podczas ceremonii, w trakcie której cesarz ogłaszał ją stworzycielką świata. Po odmowie wyrzeczenia się swojej religii miał zostać ścięty. Według innej wersji przekazu, Torpes został rozpoznany jako wyznawca zakazanej religii przez prefekta miasta o imieniu Satellico.
Jego ciało, głowa oddzielona od tułowia, miało zostać załadowane na łódź razem z kogutem i psem, aby mogły je wyjeść. Łódź miała zostać spławiona rzeką Arno. Wedle najbardziej popularnego przekazu, łódź miała przebyć Morze Liguryjskie i dotrzeć nienaruszona do brzegów Prowansji, w miejsce obecnego cmentarza morskiego w Saint-Tropez. Tam dostrzec ją miała jedna z mieszkanek okolicy, Célèrine, której miejsce to miało ukazać się we śnie. Ciało męczennika miało być w stanie nienaruszonym, podczas gdy kogut miał dotrzeć na pole lnu w pobliskiej wiosce, nazwanej później Cogolin, a pies uciec do innej osady, nazwanej Grimaud.
Według innych przekazów, łódź z ciałem Torpesa miała dotrzeć do bliżej nierozpoznanego miasta Sino, które miało znajdować się we Francji, Hiszpanii lub nawet w Portugalii.

## Kult
Wspomnienie liturgiczne św. Torpesa obchodzone jest 29 kwietnia, w dniu, w którym miał zostać ścięty. W ikonografii przedstawiany jest w aureoli, jego atrybutami jest: gałązka palmy, miecz, łódź. Czczony jest szczególnie we Włoszech, Francji, Hiszpanii i Portugalii. Uważany jest za patrona żeglarzy.
W Pizie, mieście domniemanego pochodzenia i śmierci świętego, jego kult pozostał żywy. Pierwszą świątynię pod jego wezwaniem wzniesiono w XI wieku. Na jej miejscu wznosi się obecnie kościół San Torpé. Natomiast w 1284 kodeks cywilny Republiki Pizy ustanowił 29 kwietnia, dzień śmierci świętego, dniem świątecznym. Mieszkańcy miasta od 1633 przypisują również wstawiennictwu św. Torpesa zakończenie epidemii dżumy, która dotknęła wówczas Pizę.
Od imienia świętego swoją nazwę wzięło francuskie miasto Saint-Tropez. W mieście tym corocznie na cześć św. Torpesa od 16 do 18 maja obchodzone jest święto i festyn (Bravades de Saint-Tropez), w ramach którego odbywa się uroczysta procesja z popiersiem męczennika, na co dzień przechowywanym w kościele parafialnym.
Kult świętego rozwinął się również w Genui, gdzie został rozpowszechniony przez pizańskich kupców i handlarzy. W X wieku na cześć świętego została nazwana jedna z bram miejskich, a w XII wieku został zbudowany kościół San Torpete, przebudowywany w kolejnych wiekach.
Święty czczony jest również w portugalskim mieście Sines, gdzie według lokalnej tradycji mogła przypłynąć łódź z jego ciałem. Jego imię nosi miejscowa plaża (Praia de São Torpes), w pobliżu której w 1591 wykopano nagrobek, uważany przez część badaczy za mogiłę męczennika.

## Galeria

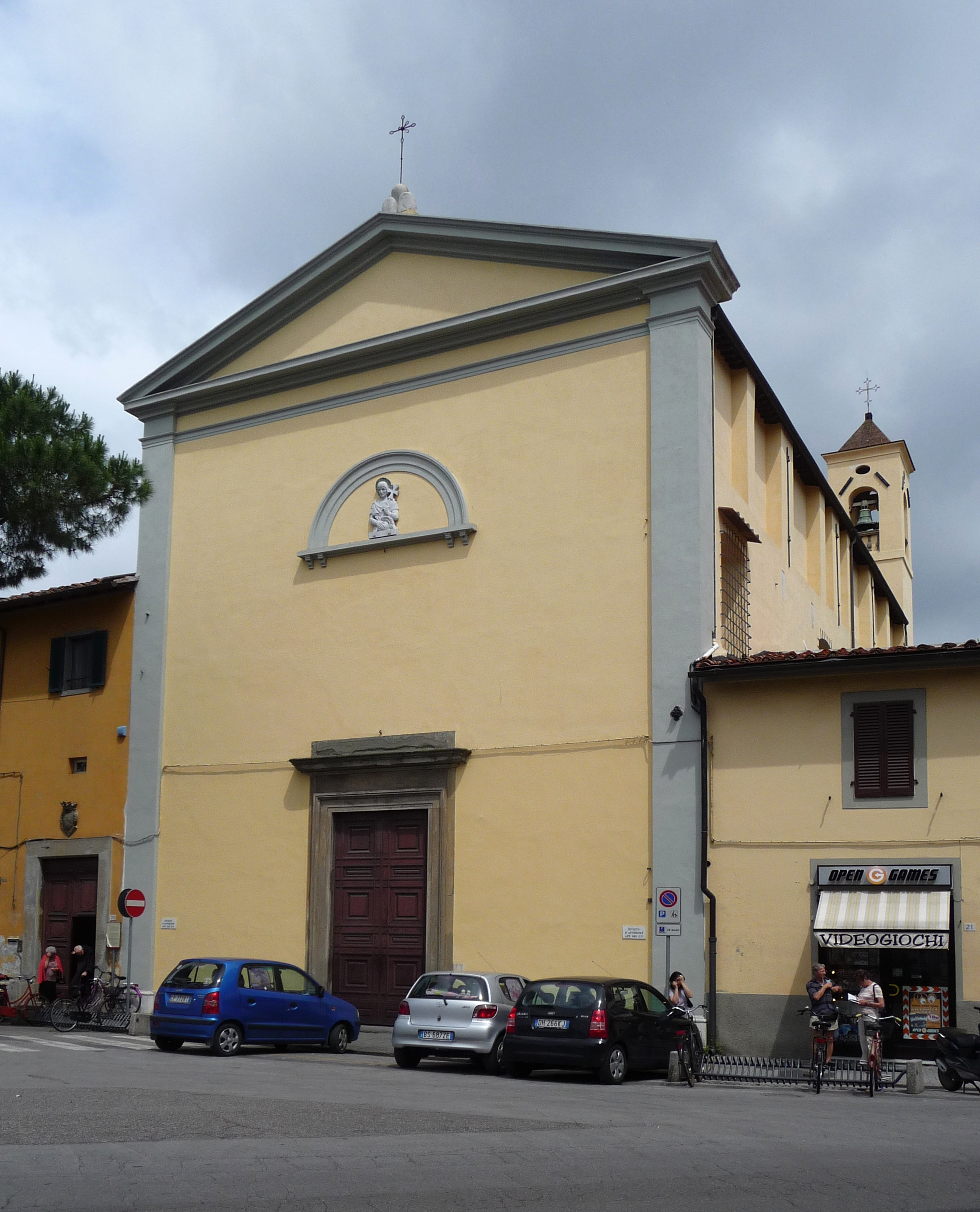
Kościół San Torpé w Pizie
Herb Saint-Tropez z wizerunkiem świętego
Alternatywna wersja herbu Saint-Tropez, odwołująca się do legendy o św. Torpesie
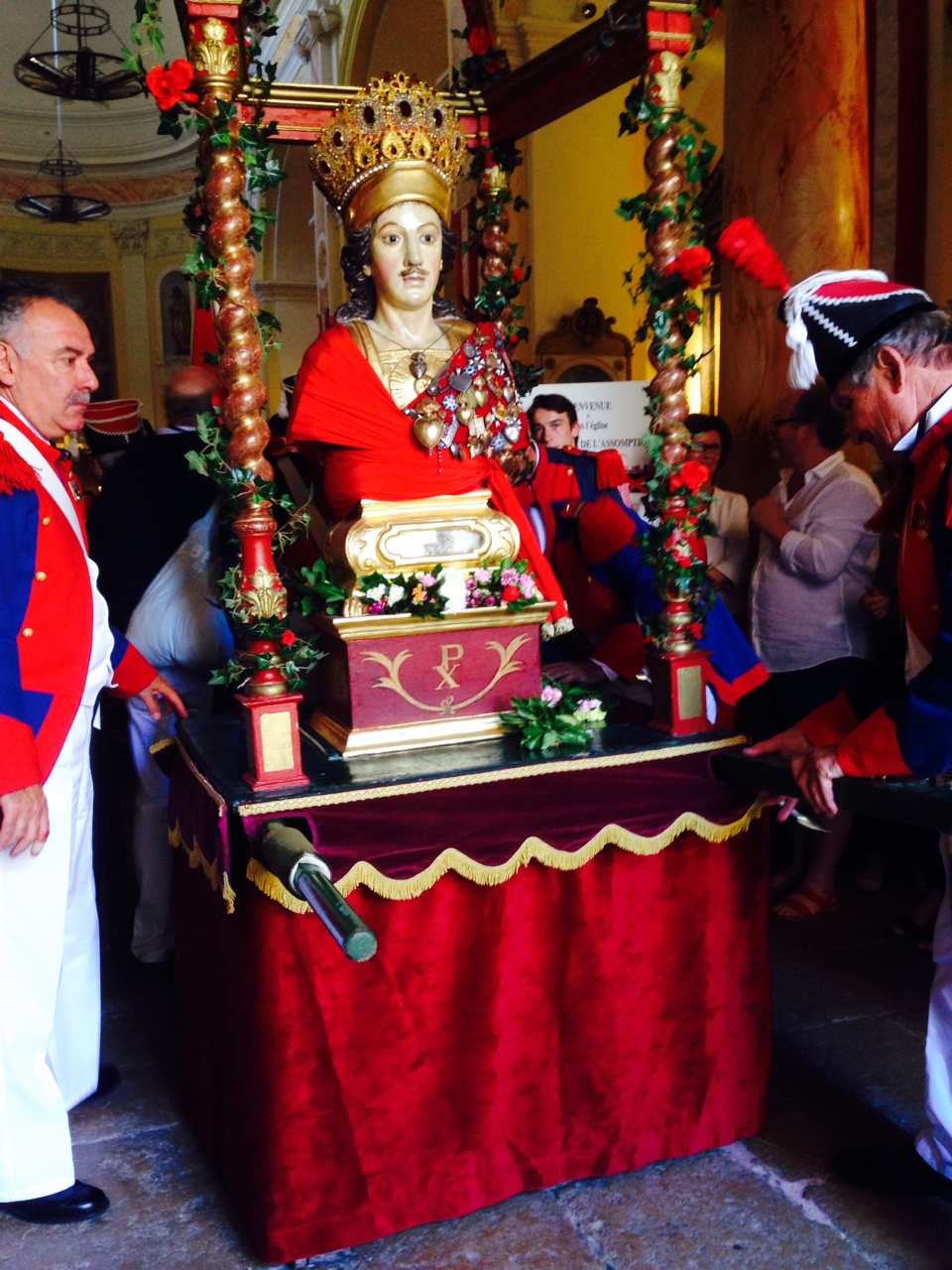
Procesja w Saint-Tropez z popiersiem świętego
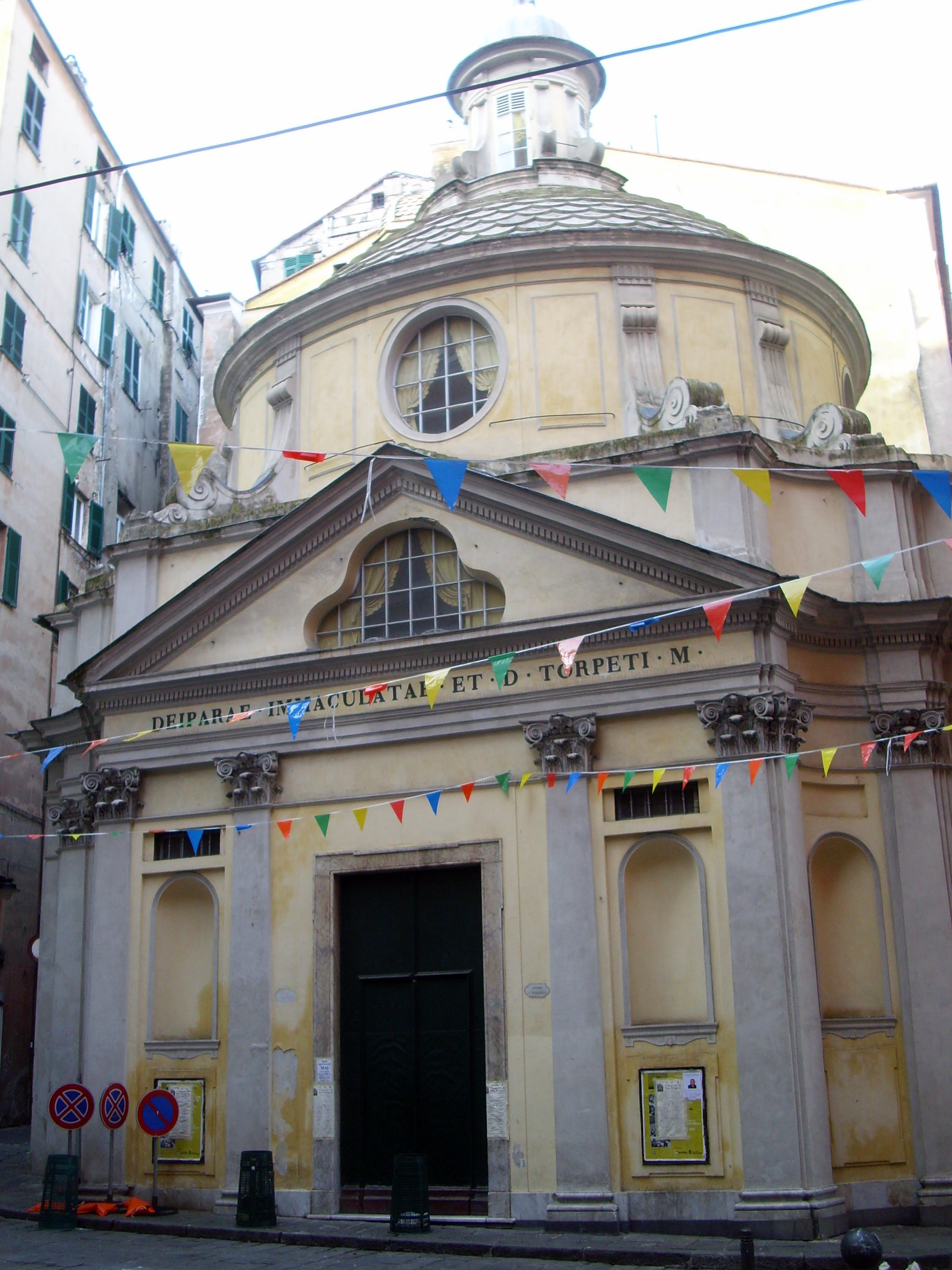
Kościół San Torpete w Genui
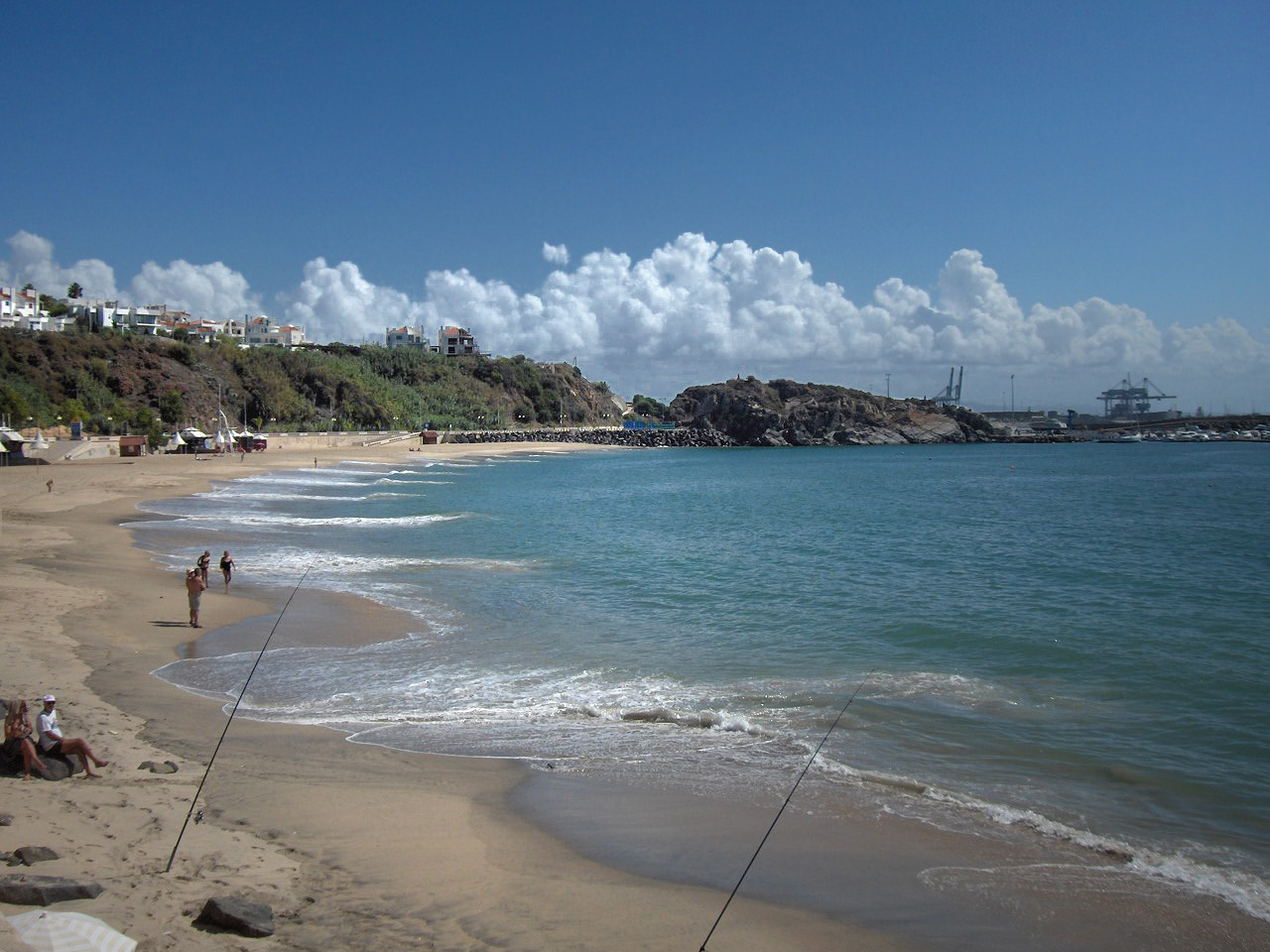
Plaża św. Torpesa w Sines w Porugalii